# Guanay (kommun)
Guanay är en kommun  i den bolivianska provinsen Larecaja i departementet La Paz. Den administrativa huvudorten är Guanay.